# А Ін
А Ін (кит.: 阿英; *6 лютого 1900 — 17 червня 1977) — китайський драматург, поет, ессеїст, журналіст, історик літератури, критик часів КНР.

## Життєпис
Народився в 1900 році в м. Уху (провінція Аньхой). Замолоду брав участь у «русі 4 травня». Почав друкуватися з 1920 року. У 1926 році вступив до Комуністичної партії Китаю. У 1927 році перебирається до м. Ухань, а незабаром переїздить до Шанхаю.
Того ж року разом з поетом Цзян Гуанці організував товариство «Тайя» («Сонце»), що незабаром стало відомим своєю активною участю в полеміці, що розгорнулася наприкінці 1920-х років у пресі щодо шляхів розвитку китайської літератури. В цій ж роки редагував журнал «Тайя юекань» і щотижневу газету «Хайфен чжоубао» («Морський вітер»).
В 1930 році вступив до Ліги лівих письменників Китаю (Чжунго Цзоі цзоцзя ляньмен), що діяла нелегально в умовах репресій. В 1933 році увійшов до підпільної партійного осередку по керівництву кінематографом в гоміньданівських районах. У 1937–1941 роках разом з Го Можо і Ся Янєм видавав газету «Цзюван шибао» («Час рятувати Батьківщину»). У 1941 році переїхав у райони, охоплені війною опору Японії, вів культурно-просвітницьку, публицистичну, пропагандистську роботу в 4-й армії Народно-визвольної армії Китаю.
Після створення КНР очолював управління культури в м. Тяньцзіні, був головою Тяньцзіньського відділення Спілки письменників, редагував журнал «Міньцзянь веньсюе» («Народна література») і англомовний журнал «Chinese Literature». Зазнав переслідувань від час «культурної революції».
Помер від сухотниці 1977 року.

## Творчість
Автор понад 160 творів (проза, драматургія, есе, поезія, публіцистика, критика та ін.). У 1928 році випустив збірку віршів «Е жень юйцзи ін» («Голодна людина і голодний орел»). Водночас почав роботу в якості критика.
У 1930-х роках був автором статей про кінематограф, з Ся Янєм і Чжен Чженцю (1888–1935) створив кіносценарії «Янь ху» («Солоне озеро»), «Шида ернюй» («Діти епохи»), «Фен нянь» («Врожайний рік») та ін.
Паралельно з роботою в кінематографі активно займається дослідженнями в області китайської літератури, випускає 8 монографій, зокрема «Сяошо сяньтань» («Бесіди про прозу», 1936 рік), «Сяньдай чжунго веньсюе цзоцзя» («Сучасні китайські письменники», 1928), «Вань Цін сіцюй сяошо му» («Каталог драматичних і прозових творів [періоду] Пізньої Цін», 1954). Фундаментальна праця А Іна «Вань Цін сяошо ши» («Історія прози [періоду] Пізньої Цін», 1937), перекладена на японську та німецьку мови, витримав безліч видань в Китаї, не втративши наукового значення дотепер.
Серед драматургічних творів найвідомішими є
- «Чунь фен цююй» («Весняний вітер та осінній дощ», 1937),
- «Бі сюехуа» («Квітка, покраплена кров'ю», 1939),
- «Хайго інсюн» («Герой морів», 1940),
- «Лі Чуан-ван» (1948).